# Anaea nobilis
Anaea nobilis är en fjärilsart som beskrevs av Bates 1864. Anaea nobilis ingår i släktet Anaea och familjen praktfjärilar. Inga underarter finns listade i Catalogue of Life.